# Gare d’Alouette-France
Gare d’Alouette-France vasútállomás Franciaországban, Pessac településen.

## Vasútvonalak
Az állomást az alábbi vasútvonalak érintik:
- Bordeaux–Irun-vasútvonal

## Kapcsolódó állomások
A vasútállomáshoz az alábbi állomások vannak a legközelebb:
- Gare de Pessac (Gare de Libourne, F41)
- Gare de Gazinet-Cestas (Gare d’Arcachon, F41)